# Recorded Music NZ
La Recorded Music NZ (precedentemente Recording Industry Association of New Zealand, RIANZ) è l'associazione senza scopo di lucro che rappresenta le case discografiche in Nuova Zelanda.
L'iscrizione alla RIANZ è aperta a qualunque etichetta discografica che opera in Nuova Zelanda, ed è principalmente in mano alle "major" statunitensi e britanniche. La EMI, la Sony, la Universal e la Warner Music) sono infatti quattro dei cinque membri della RIANZ. Il quinto membro dell'associazione è la Stebbing Recording Centre
LA RIANZ ha sede ad Auckland, ed il suo attuale presidente è Adam Holt. L'associazione è anche responsabile di stilare settimanalmente le classifiche degli album e dei singoli più venduti nella nazione. Annualmente sponsorizza anche i Vodafone New Zealand Music Awards.